# Kassandra (série télévisée)
Pour les articles homonymes, voir Kassandra (commune).
Kassandra est une telenovela vénézuélienne diffusée sur RCTV en 1992-1993.

## Distribution
- Coraima Torres - Kassandra / Andreína Arocha
- Osvaldo Ríos - Ignacio Contreras / Luis David Contreras
- Nury Flores - Herminia de Arocha
- Henry Soto - Randu
- Raúl Xiqués - Alfonso Arocha
- Carmencita Padrón - Ofelia Alonso
- Esperanza Magaz - Dorinda
- Loly Sánchez - Rosaura Osorio
- Carlos Arreaza - Tomás, el payaso
- Alexander Milic - Matías Osorio
- Hylene Rodríguez - Lilia Rosa Alonso
- Ivan Tamayo - Héctor Quintero
- Fernando Flores - Simón
- Verónica Cortez - Yaritza
- Juan Frankis - Marcelino
- Erika Medina - Isabel "Chabela"
- Rafael Romero - Glinka
- Cecilia Villarreal - Gema Salazar
- Roberto Moll - Manrique Alonso
- Mimi Sills - Elvira Alonso
- Manuel Escolano - Roberto Alonso
- Fernanda Ruizos - Carmen Ruelas
- Miguel de León - Ernesto Rangel
- Saúl Martínez - Doctor
- Nelly - Prigoryan Verushka
- Lupe Barrado
- Ron Duarte
- Pedro Duran - Calunga
- Eduardo Gadea Pérez - Juez
- Margarita Hernández -Norma De Castro
- María Hinojosa
- Félix Landaeta - Lic. Carrión
- José Oliva - Lic. Olivera
- Frank Moreno
- Julio Mujica
- Carlos Omaña

### Sources
- (en) Cet article est partiellement ou en totalité issu de l’article de Wikipédia en anglais intitulé « Kassandra (TV series) » (voir la liste des auteurs).

- (es) Cet article est partiellement ou en totalité issu de l’article de Wikipédia en espagnol intitulé « Kassandra » (voir la liste des auteurs).